# Dumpokjauratj
Dumpokjauratj är en insjö i Arjeplogs kommun i Lappland som ingår i Skellefteälvens huvudavrinningsområde. Sjön har en area av 0,101 kvadratkilometer och ligger 431,8 meter över havet. Sjön avvattnas av vattendraget Kvarnbäcken.
Dumpokjauratj är belägen drygt två mil öster om Arjeplog intill den större sjön Gubblehávrre (Gublijaure). I närheten av Dumpokjauratj finns en av de allra äldsta kända boplatserna i Norrland, daterad till cirka år 7800 f.Kr.

## Forntiden

### Boplats vid en gammal strand
På stenåldern var Dumpokjauratj en vik i en stor sjö som senare splittrades upp i Hornavan, Gáhkal, Lullebåddne och Gubblehávrre. I vikens innersta del fanns en mängd små holmar. Eftersom den postglaciala landhöjningen förändrat landskapets lutning har strandlinjerna förskjutits så att de tidigare holmarna idag ligger på land, omgivna av myrmarker. Fyra mesolitiska boplatser har hittats på de gamla holmarna och på terrasser nära den gamla strandlinjen.

### Renjägare efter istiden
En av boplatserna vid Dumpokjauratj har grävts ut av arkeologer från Silvermuseet i Arjeplog. Mer än 3 500 fynd har gjorts, främst skrapor och avslag, men även små korn av rödockra, tusentals fragment av brända ben, en skifferkniv och ett litet bryne. Den sten som använts är av lokalt ursprung, främst kvarts, kvartsit och finkorniga vulkaniska bergarter. Det finns också gott om träkol som kunnat dateras. Den äldsta dateringen är från 8630±85 B.P. (ca 7800 f.Kr.). Innan boplatsen vid Dumpokjauratj daterades var de äldsta kända boplatserna i Norrland från tiden 7000–6000 f.Kr. Enligt nya rön drog sig inlandsisen tillbaka från Arjeplogsområdet före 8700 B.P., vilket innebär att boplatsen vid Dumpokjauratj har använts kort därefter. Vegetationen dominerades till en början av halvöppna björkskogar, där tall snart blev ett annat vanligt inslag. På marken växte gräs, starr och ormbunkar tillsammans med videbuskar, en, pors och havtorn.
Tidigare har renben inte påträffats på de äldsta boplatserna i Norrland, varför arkeologerna har menat att det i Norrland inte funnits en renjägartid på samma sätt som i södra Skandinavien. Vid Dumpokjauratj dominerar emellertid renen mycket klart bland de benfragment som kunnat identifieras. Övriga ben kom från bäver, gädda och obestämda fåglar.

### Invandrare från norr?
De arkeologer som grävde ut boplatsen vid Dumpokjauratj menar att den mycket tidiga dateringen tyder på att området koloniserats från norr. De föreslår att kolonisatörerna var sentida ättlingar till de människor som gav upphov till Komsakomplexet, eftersom dessa sedan länge hade bott i det arktiska området och därmed hade de kulturella förutsättningarna för att kolonisera Norrlands inland när det blev isfritt.

## Delavrinningsområde
Dumpokjauratj ingår i delavrinningsområde (733357-161353) som SMHI kallar för Mynnar i Gublijaure. Medelhöjden är 501 meter över havet och ytan är 27,6 kvadratkilometer. Det finns inga avrinningsområden uppströms utan avrinningsområdet är högsta punkten. Kvarnbäcken som avvattnar avrinningsområdet har biflödesordning 3, vilket innebär att vattnet flödar genom totalt 3 vattendrag innan det når havet efter 292 kilometer. Avrinningsområdet består mestadels av skog (84 %). Avrinningsområdet har 0,25 kvadratkilometer vattenytor vilket ger det en sjöprocent på 0,9 %.